# صموئيل موراي
صموئيل موراي (بالإنجليزية: Samuel Murray)‏ هو نحات أمريكي، ولد في 1869 في فيلادلفيا في الولايات المتحدة، وتوفي بنفس المكان في 3 نوفمبر 1941.

## معرض صور

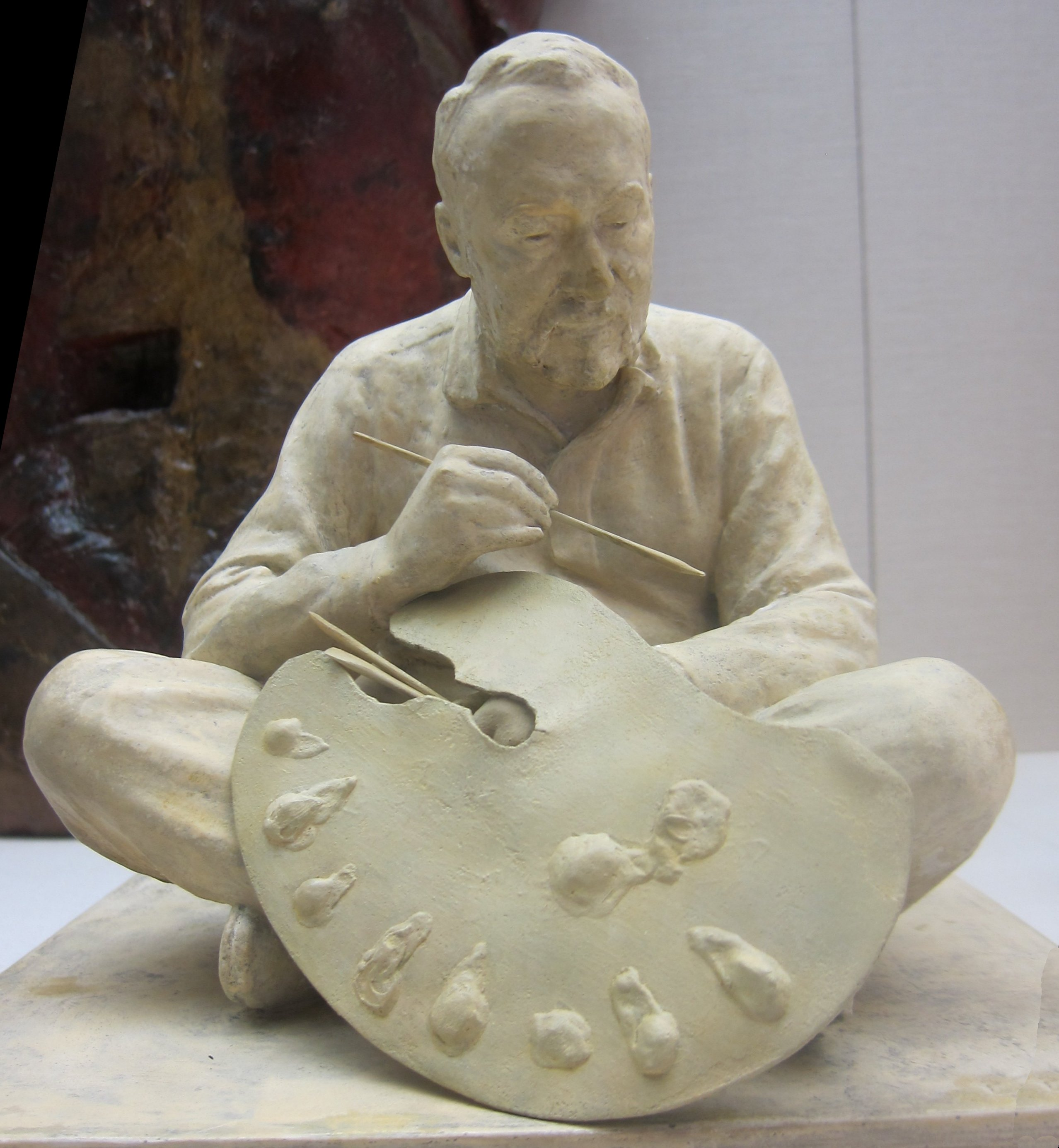
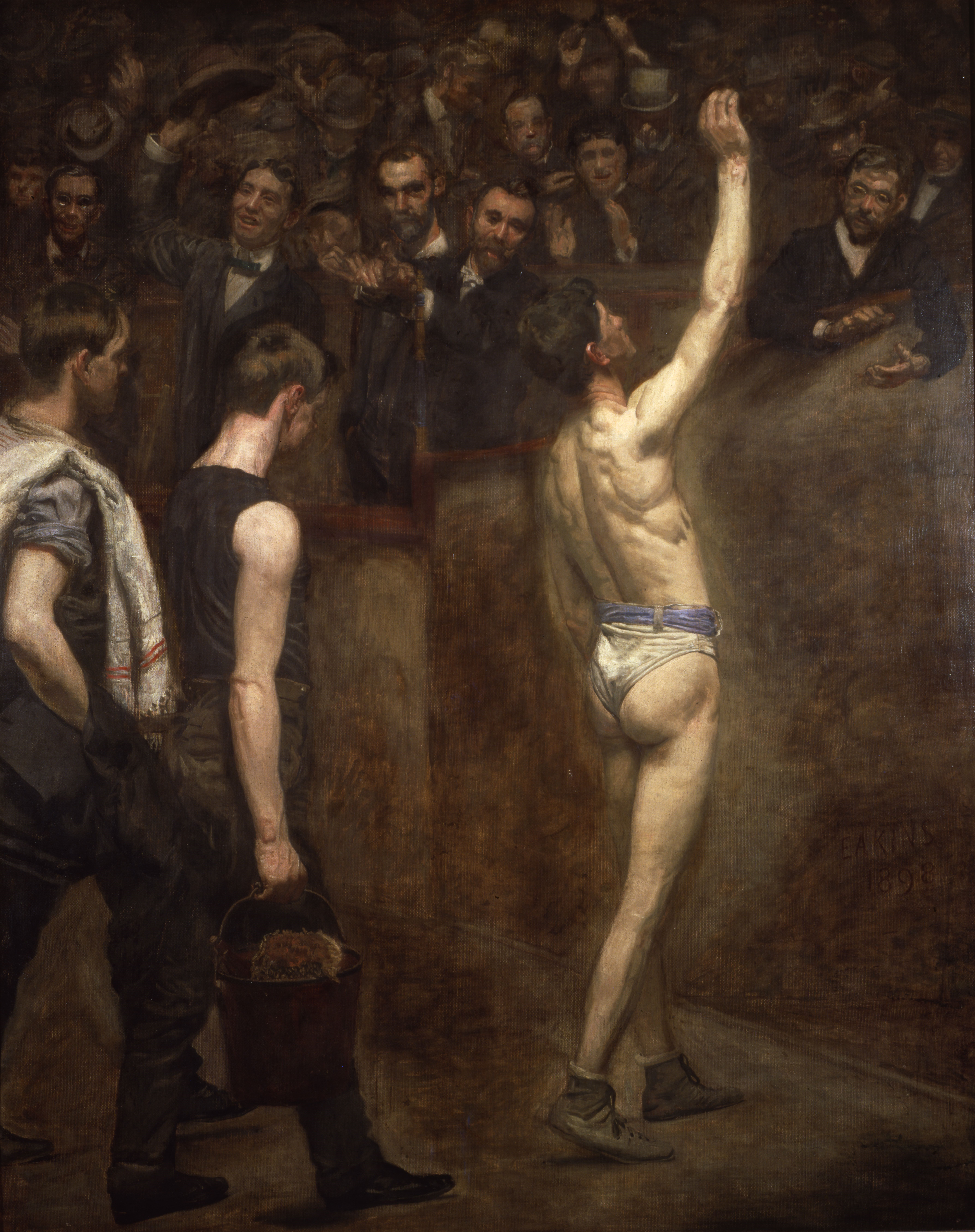
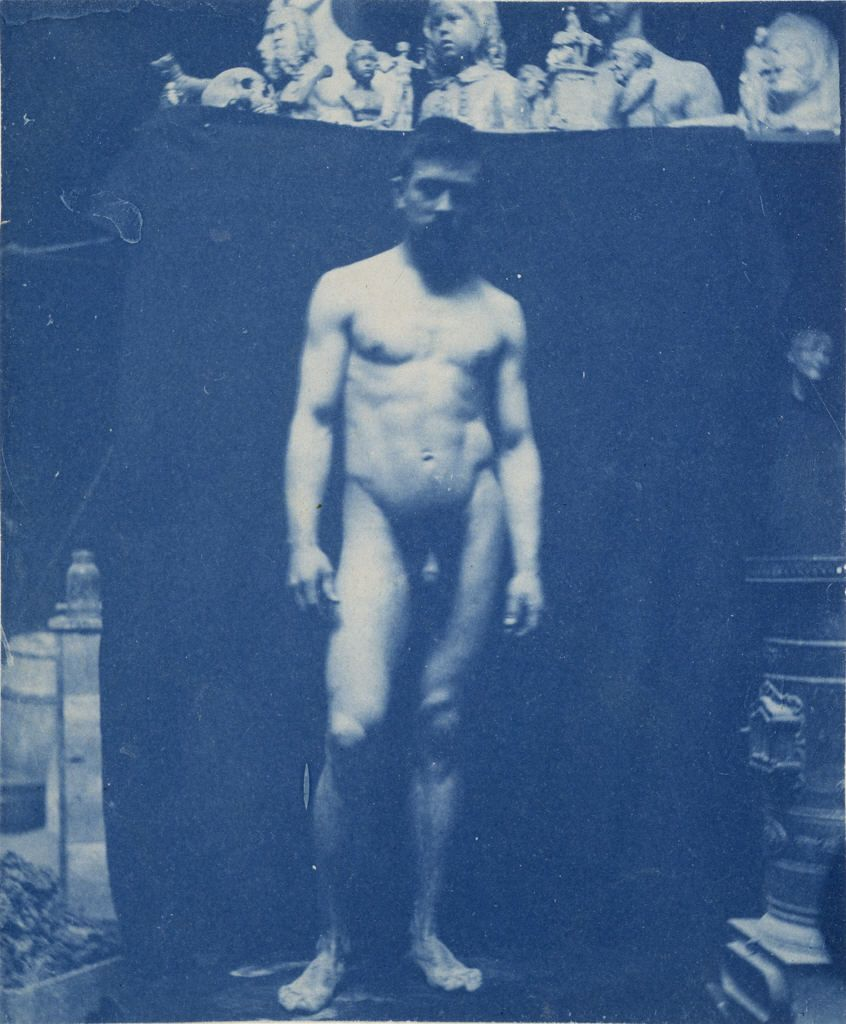
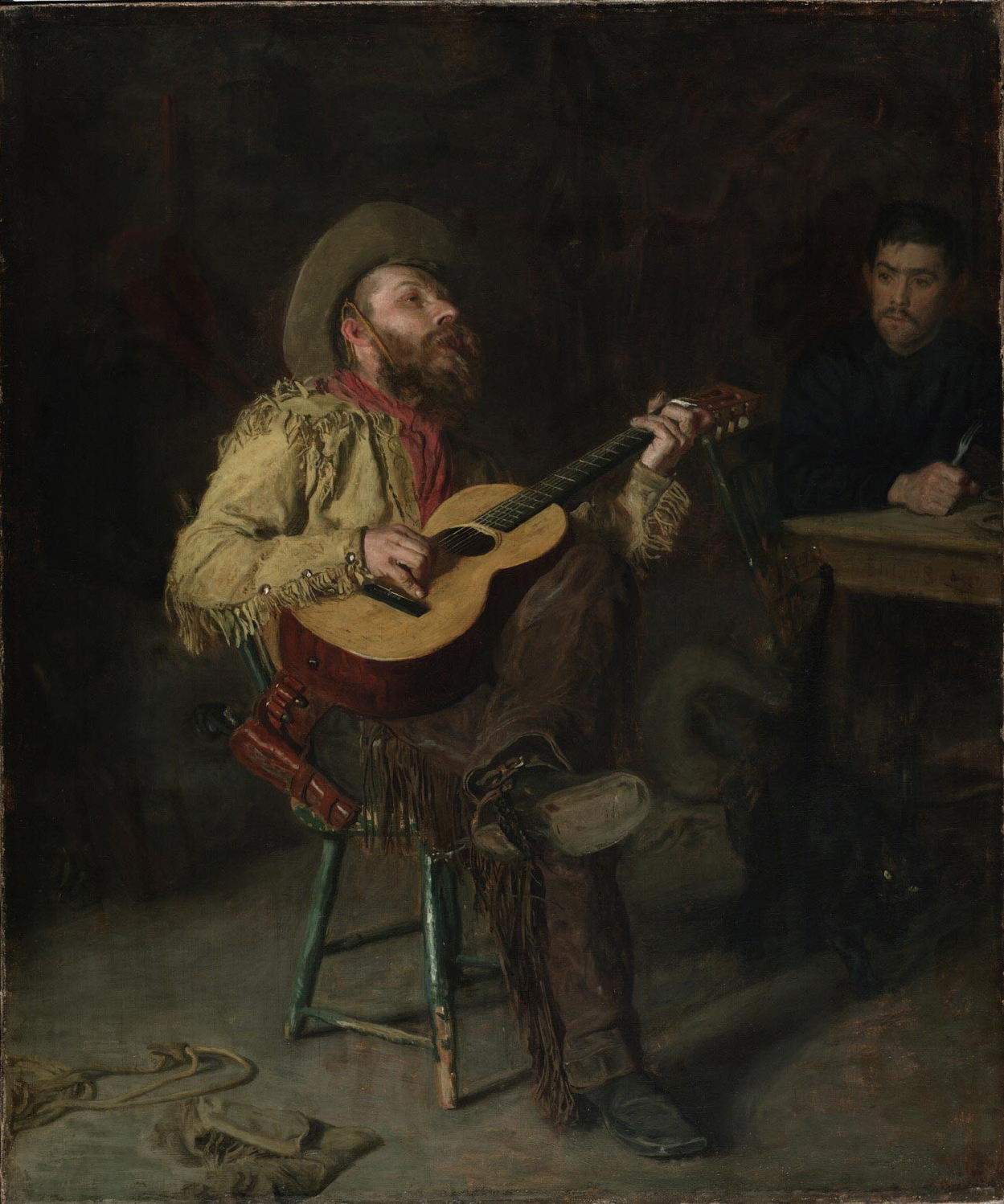